# Équipe d'Ouzbékistan de hockey sur gazon
Maillots
L'Équipe d'Ouzbékistan de hockey sur gazon représente l'Ouzbékistan dans les compétitions internationales masculines de hockey sur gazon. En 2014, l'Ouzbékistan était classé 50e au classement mondial, son meilleur classement.

## Histoire dans les tournois

### Coupe d'Asie centrale
- 2019 -

### Coupe AHF
- 1997 - 5e
- 2008 - 6e
- 2012 - 5e
- 2016 - 5e
- 2022 - Qualifié

### Hockey Series
- 2018-2019 - Finales

## Composition actuelle
L'effectif suivant de l'Ouzbékistan pour la Coupe AHF 2022.
Entraîneur :  Marsel Askarov
| Numéro | Joueur                     | Date de naissance | Âge | Sélections |
| ------ | -------------------------- | ----------------- | --- | ---------- |
| 1      | Davlat Tolibbaev (GB)      | 1er janvier 2002  | 20  | 3          |
| 2      | Sardorbek Tulashev         | 31 août 2001      | 20  | 3          |
| 3      | Shokhrukh Khamitov         | 20 octobre 2003   | 18  | 3          |
| 4      | Islombek Mamajonov         | 4 mai 2001        | 20  | 3          |
| 5      | Khotamjon Akhmadkhodjaev   | 1er mars 1994     | 28  | 4          |
| 6      | Jasurbek Zukhriddinov      | 2 juillet 2001    | 20  | 0          |
| 7      | Shavkatbek Mirzakarimov    | 16 août 1990      | 31  | 9          |
| 8      | Abdusalom Madaminov        | 26 août 2002      | 19  | 3          |
| 9      | Okhunjon Mirzakarimov (C)  | 4 décembre 1992   | 29  | 12         |
| 10     | Mukhammadkarim Aslanov     | 16 janvier 2001   | 21  | 3          |
| 11     | Malik Niftiev              | 6 avril 1996      | 25  | 0          |
| 12     | Gaybullo Khaytboev         | 9 octobre 1998    | 23  | 15         |
| 13     | Mukhammadkodir Vakhobjonov | 15 octobre 2002   | 19  | 0          |
| 14     | Khakimboy Khakimov         | 26 avril 1994     | 27  | 10         |
| 15     | Amur Ismoïlov              | 9 avril 2004      | 17  | 0          |
| 16     | Jonibek Oblokulov          | 1er octobre 2001  | 20  | 0          |
| 17     | Shokhrukhbek Salimjonov    | 17 octobre 2004   | 17  | 0          |
| 21     | Akhmadillo Mamirov (GB)    | 13 avril 2002     | 19  | 0          |